# Франц Ксавер Шварц
Франц Ксавер Шварц (нім. Franz Xaver Schwarz; нар. 27 листопада 1875, Гюнцбург — пом. 2 грудня 1947, в ув'язненні від шлункової хвороби Регенсбург) — німецький політичний та державний діяч часів Третього Рейху, завідувач фінансами НСДАП (нім. Reichsschatzmeister), обергруппенфюрер СА (1933), оберстгрупенфюрер СС (1942), рейхсляйтер (1935). Один з перших членів НСДАП та СС (1922).

## Життєпис

### Ранні роки
Народився в родині пекаря, закінчив середню школу у Гюнцбурзі. У 1894—1899 роках служив в Баварському гвардійському піхотному полку. 1900 року вступив на службу чиновником у муніципалітет Мюнхена.
У Першу світову війну як обмежено придатний (за віком і здоров'ям) служив в ландвері.
Після війни знову працював чиновником в Мюнхені.

### Кар'єра у НСДАП

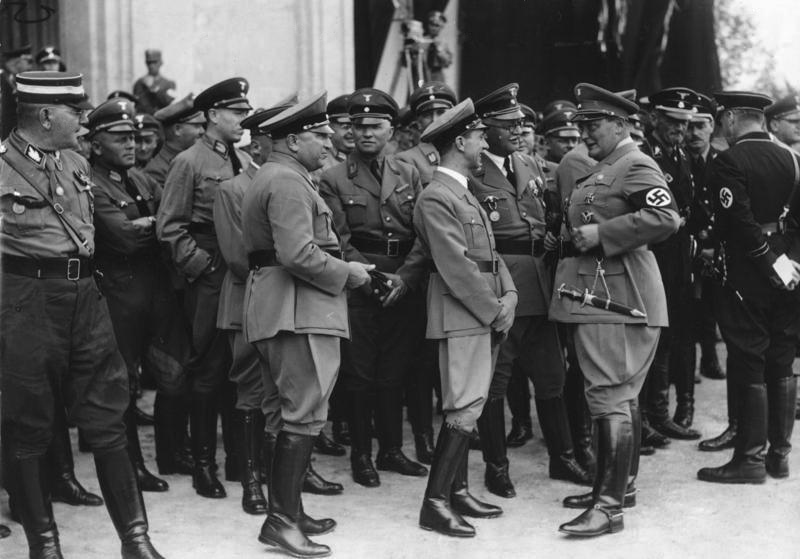
Партійний з'їзд в Нюрнберзі, 1936. Високопоставлені функціонери НСДАП очікують прибуття фюрера. Шварц стоїть між Германом Герінгом та Йозефом Геббельсом.

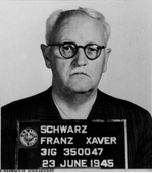
Шварц в американському полоні (23 червня 1945)

В 1922 році Шврц, який глибоко переживав поразку Німеччини у Першій світовій війні, вперше зустрів Адольфа Гітлера. Він стверджував, що з першого погляду сприйняв Гітлера як «людину долі». Одним з перших вступив в НСДАП в 1922 році; повторно вступив 27 лютого 1925 року (партійний квиток № 6). Призначений скарбником НСДАП 21 березня 1925 року. Був на цій посаді до капітуляції Німеччини в травні 1945 року.
У НСДАП мав прізвисько «Скнара».
З 1929 — депутат Мюнхенського міської ради. 13 червня 1932 року в якості почесного члена був прийнятий в СС (службове посвідчення № 38500) і відразу ж отримав звання группенфюрера. У березні 1933 — обраний депутатом рейхстагу від Франконії. 1 липня 1933 йому було присвоєно звання обергрупенфюрера СС, а 20 квітня 1942 року — оберстгруппенфюрер СС (за всю історію СС лише четверо, включаючи Шварца, мали таке звання).
Окрім високих звань і посад в НСДАП, СС та СА, Шварц також був директором Німецького мисливського музею, почесним членом Академії німецького права в Мюнхені (з 3 жовтня 1933 по 1944 рік) та головою Асоціації німецької будівельної промисловості.

### Післявоєнний період
Був заарештований після капітуляції Німеччини і відправлений в табір для військовополонених Ашкан у Бад-Мондорфі (Люксембург). Пізніше переведений у американський табір для інтернованих в Регенсбурзі, де союзники його довго та інтенсивно допитували. В першу чергу мова йшла про місце знаходження партійної скарбниці та пов'язаної з нею бухгалтерської звітності.
Шварц помер в ув'язненні 2 грудня 1947 року від хвороби шлунка.
У вересні 1948 року Мюнхенський апеляційний суд визнав Шварца одним із «головних злочинців».

## Особисте життя
В 1899 році Шварц одружився з Бертою Брегер. В них народився син Франц (1899—1960), який став бригадефюрером СС.

## Звання
- Фельдфебель (1899)
- Лейтенант резерву (листопад 1914)
- Группенфюрер СА (9 листопада 1931)
- Группенфюрер СС (13 червня 1932)
- Обергруппенфюрер СС (1 липня 1933)
- Оберруппенфюрер СА (9 листопада 1933)
- Почесний Оберстгруппенфюрер СС (20 квітня 1942)

## Нагороди оберстгруппенфюрера СС Шварца
- Військовий хрест «За заслуги» (Баварія) 1-го класу
- Нагрудний знак «За поранення» в чорному — як 30%-й інвалід війни (важка хвороба шлунку).
- Почесний хрест ветерана війни
- Данцизький хрест 1-го класу
- Хрест Воєнних заслуг 2-го класу з мечами
- Хрест Воєнних заслуг 1-го класу з мечами (5 червня 1944) — за роботу під час бомбардувань Мюнхена 24-25 квітня 1944 року.
- Великий хрест Ордена Святого Савви (Югославія) (№ 3275; 24 травня 1939)

### Партійні нагороди
- Золотий партійний знак НСДАП
- Орден крові
- Медаль «За вислугу років в НСДАП» в золоті, сріблі та бронзі (25 років)
- Золотий почесний знак Гітлер'югенду з дубовим листям

### Відзнаки СС
- Кільце «Мертва голова»
- Почесний кут старих бійців
- Почесна шпага рейхсфюрера СС